# Conférence de Montréal sur Haïti
La Conférence de Montréal sur Haïti, est une conférence internationale de représentants ministériels de différents pays donateurs de Haïti qui s'est tenue à Montréal (Canada) le lundi 25 janvier 2010.  

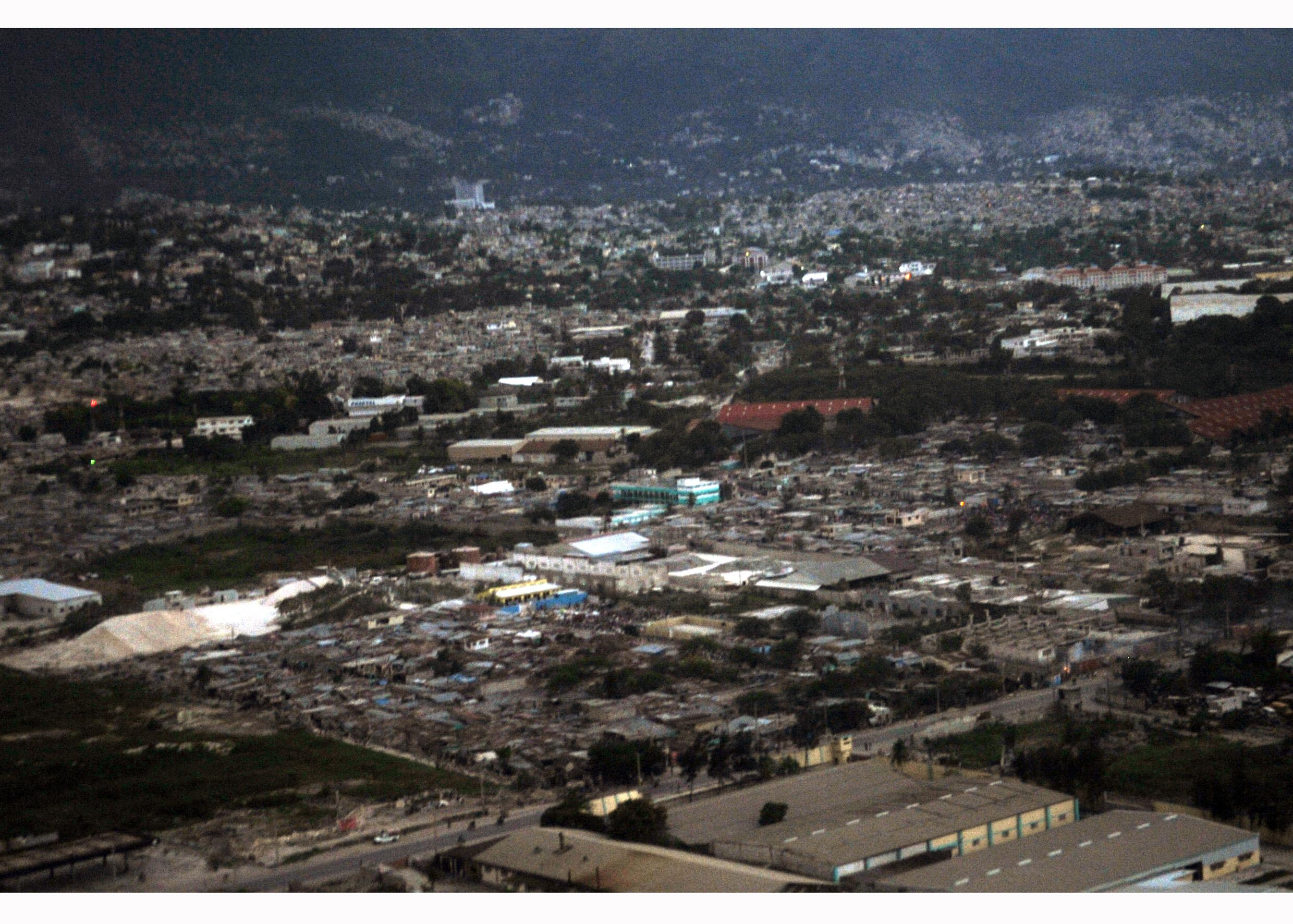
Vue aérienne de Port-au-Prince, le 14 janvier 2010. L'assistance des secouristes passée, ainsi que l'aide médicale de première instance, les besoins liés à la reconstruction, compte tenu de l'ampleur des dommages, doivent être adressés.

## Description
À la suite du tremblement de terre d'Haïti du 12 janvier 2010 et aux besoins immenses à court terme et long terme d'Haïti, plusieurs pays et organismes internationaux sentaient le besoin de faire une première rencontre visant à réaliser une feuille de route de reconstruction du pays. 
Près de deux semaines après le séisme du 12 janvier, les ministres des Affaires étrangères de 16 pays, ainsi que les représentants de huit organismes internationaux (Nations unies, Banque mondiale, Fonds monétaire international, etc) et des organisations non-gouvernementales se sont réunis pour une journée, le 25 janvier 2010, au siège social de l'OACI à Montréal.
On a noté la présence du premier ministre haïtien, Jean-Max Bellerive, d'Hillary Clinton (secrétaire d'État américaine), de Bernard Kouchner (ministre français des Affaires étrangères), et de leurs collègues du Canada, de l'Argentine, du Brésil, du Chili, du Costa Rica, de l'Espagne, du Japon, du Mexique, du Pérou, de la République dominicaine, de l'Uruguay, ainsi que de représentants de l'Union européenne, de l'Organisation des États américains et de la communauté caribéenne (Caricom).
Ainsi, ils se sont entendus pour remettre sur pied les institutions économiques, démocratiques et de développement social d'Haïti, dans le respect de sa souveraineté du pays. Cette réunion a jeté les bases d'une autre rencontre, qui aura lieu en mars 2010 au siège des Nations unies, à New York.
Dans son allocution face à la presse à l'issue de la journée, le premier ministre Jean-Max Bellerive a insisté sur le fait que ces entrevues ne consistaient pas en une conférence au sens classique du terme mais bien en des « réunions de travail » concernant le sujet.

## Sources
- Journal Le Devoir, 25 janvier 2010
- Yahoo Actualités 25 janvier 2010